# Marie-Angélique Gassot
Pour les articles homonymes, voir Gassot.
Marie-Angélique Gassot, née vers 1658 et morte le 12 décembre 1756 à Saint-Germain-en-Laye, est une actrice française du XVIIe siècle. 
Fille de Du Croisy et de Marie Claveau, acteurs à la troupe de Molière, elle entre à l'âge de 12 ans dans la Troupe du Roy lorsque cette dernière s'installe au théâtre de Guénégaud en 1673 après la mort de Molière. Elle était alors sous la responsabilité de son père et n'émargeait que pour « un quart de part » (les principaux comédiens étaient « à part entière »). Elle est parfois surnommée Mademoiselle Du Croisy, comme l'était sa mère.
Elle fut conservée lors de la réunion des troupes et devint sociétaire de la Comédie-Française (1680-1694). Elle épousa l'acteur Paul Poisson et mourra en 1756 à Saint-Germain-en-Laye.